# Андрес Риверо Агуеро
Андрес Риверо Агуеро (на испански: Andrés Rivero Agüero) е кубински политик. Той е бивш министър-председател на Куба от 1957 г. до 1958 г. Избран е за президент на Куба на изборите от 1958 г.

## Биография
Агуеро е роден в изключително бедно семейство в Сан Луис, провинция Ориенте (днес провинция Сантяго де Куба) на 4 февруари 1905 г. Той се научава да чете, когато е на 16 г. Агуеро успява да си осигури средно образование със собствените си усилия и получава диплома по право от Хаванския университет (1934 г.).

### Политическа кариера
Избран за градски съветник в Сантяго де Куба, той бързо става лидер на Либералната партия и се сприятелява с Фулхенсио Батиста. По време на първото управление на Батиста (1940–1944), Агуеро е министър на земеделието и изпълнява плана на Батиста за презаселване на безимотни селяни в провинция Ориенте.
По време на изгнанието на генерал Батиста в САЩ от 1944–1952 г., Агуеро практикува право в Куба и пише политически коментари за няколко периодични издания. Когато Батиста се завръща за да се кандидатира за президент на Куба през 1952 г., Агуеро спомага за организирането на Партията на обединеното действие на Батиста. Той подкрепя военния преврат на Батиста на 10 март 1952 г. и след това става министър на образованието във втората администрация на Батиста (1952–1958). Избран за сенатор от провинция Пинар дел Рио през 1954 г., Агуеро става министър-председател на Куба (1957–1958) и участва в няколко конференции за помирение като представител на Батиста.
Агуеро подава оставка от премиерския си пост през 1958 г., за да се кандидатира за президент на Куба. Той получава подкрепата на Партията на прогресивното действие на Батиста и три други проправителствени партии. Агуеро е обявен за победител в изборите, за които мнозина спекулират, че са манипулирани с подкрепата на правителството на САЩ в опит да се отблъсне продължаващата Кубинска революция. След изборите Агуеро започва разговори с американския посланик Ърл Смит и с водещи кубински политици, за да разреши кризата, причинена от продължаващия въоръжен бунт на Фидел Кастро. Успехът на революцията обаче осуетява плановете на Агуеро и той бяга с генерал Батиста в изгнание в Доминиканската република на 1 януари 1959 г.
Агуеро се установява в САЩ, живеейки при изключително скромни условия. Доживява да стане прадядо. Умира в Маями, Флорида през 1996 г.